# Sarvisvaara
Sarvisvaara (lulesamiska: Sarvesvárre) är en ort i Gällivare kommun, Norrbottens län. I juni 2016 fanns det enligt Ratsit 21 personer över 16 år registrerade med Sarvisvaara som adress.
Sarvisvaara ligger 20 kilometer öster om Nattavaara by och har vägförbindelse genom länsväg 817 som ansluter till länsväg 810 mellan Vuollerim och Nattavaara by vid vägskälet vid myren Jorpojänkkä, cirka 16 kilometer väster om Sarvisvaara. Byn har busstrafik genom Länstrafiken Norrbottens linje 425 som går mellan Sarvisvaara via Nattavaara till Hakkas.
Vid folkräkningen den 31 december 1890 bodde 67 personer i byn.